# Sommer-Paralympics 1972/Dartchery
Bei den Sommer-Paralympics 1972 (offiziell: International Stoke Mandeville Games) im bundesdeutschen Heidelberg wurden drei Wettbewerbe im Dartchery (Bogenschießen auf eine Dartscheibe) ausgetragen. Teilnahmeberechtigt waren Doppel der Männer, der Frauen sowie gemischte Doppel (Mixed), die Teilnehmer mussten auf einen Rollstuhl angewiesen sein.

## Medaillengewinner
| Disziplin | Gold                                             | Silber                                      | Bronze                                   |
| --------- | ------------------------------------------------ | ------------------------------------------- | ---------------------------------------- |
| Männer    | BR DeutschlandElbracht E. Hammel                 | NiederlandePiet Blanker Popke Popkema       | BelgienSeilleur van Braet                |
| Frauen    | Vereinigtes KönigreichM. Cooper Margaret Maughan | FrankreichMonique Girard Mireille Maraschin | NorwegenMarit Berg-Holmen Herdis Warberg |
| Mixed     | BR DeutschlandBecker (w) Schaede (m)             | SüdkoreaKeum Im Cho (w) Keun Soo Kim (m)    | Vereinigte StaatenCollins (w) Dropko (m) |